# 1907 na televisão

## Nascimentos
| Data            | Nome              | Profissão                   | Nacionalidade  | Observações | Ref   |
| --------------- | ----------------- | --------------------------- | -------------- | ----------- | ----- |
| 3 de janeiro    | Joan Crawford     | atriz                       | Estados Unidos | m. 1977     | [ 1 ] |
| 15 de fevereiro | Cesar Romero      | ator                        | Estados Unidos | m. 1994     | [ 2 ] |
| 12 de maio      | Katharine Hepburn | atriz                       | Estados Unidos | m. 2003     | [ 3 ] |
| 23 de junho     | Dercy Gonçalves   | atriz                       | Brasil         | m. 2008     | [ 4 ] |
| 16 de julho     | Barbara Stanwyck  | atriz                       | Estados Unidos | m. 1990     | [ 5 ] |
| 22 de julho     | Robert Young      | ator                        | Estados Unidos | m. 1998     | [ 6 ] |
| 12 de agosto    | Joe Besser        | ator, comediante e dublador | Estados Unidos | m. 1988     | [ 7 ] |
| 1 de setembro   | Nathan Juran      | cineasta                    | Estados Unidos | m. 2002     | [ 8 ] |
| 16 de novembro  | Burgess Meredith  | ator                        | Estados Unidos | m. 1997     | [ 9 ] |

## Mortes
| Data | Nome | Profissão | Nacionalidade | Observações | Ref |
| ---- | ---- | --------- | ------------- | ----------- | --- |